# Karnali
Karṇālī (कर्णाली in lingua nepalese), occidentalizzato in Karnali) è una ex zona amministrativa del Nepal.
Faceva parte della Regione di Sviluppo del Medio Occidente e prende nome dall'omonimo fiume che l'attraversa. È l'area più remota del Paese, non è ancora collegata da strade e l'unica via di comunicazione con il resto del Paese sono i due aeroporti di Simikot e Jumla. Quest'ultima è anche la città principale.

## Geografia antropica

### Suddivisioni amministrative
La Zona di Karnali si suddivide in 5 distretti:
| Distretti | Capitali |
| --------- | -------- |
| Ḍolpā     | Dunai    |
| Humla     | Simikot  |
| Jumla     | Jumla    |
| Kalikot   | Manma    |
| Mugu      | Gamgadhi |